# بند الضمير

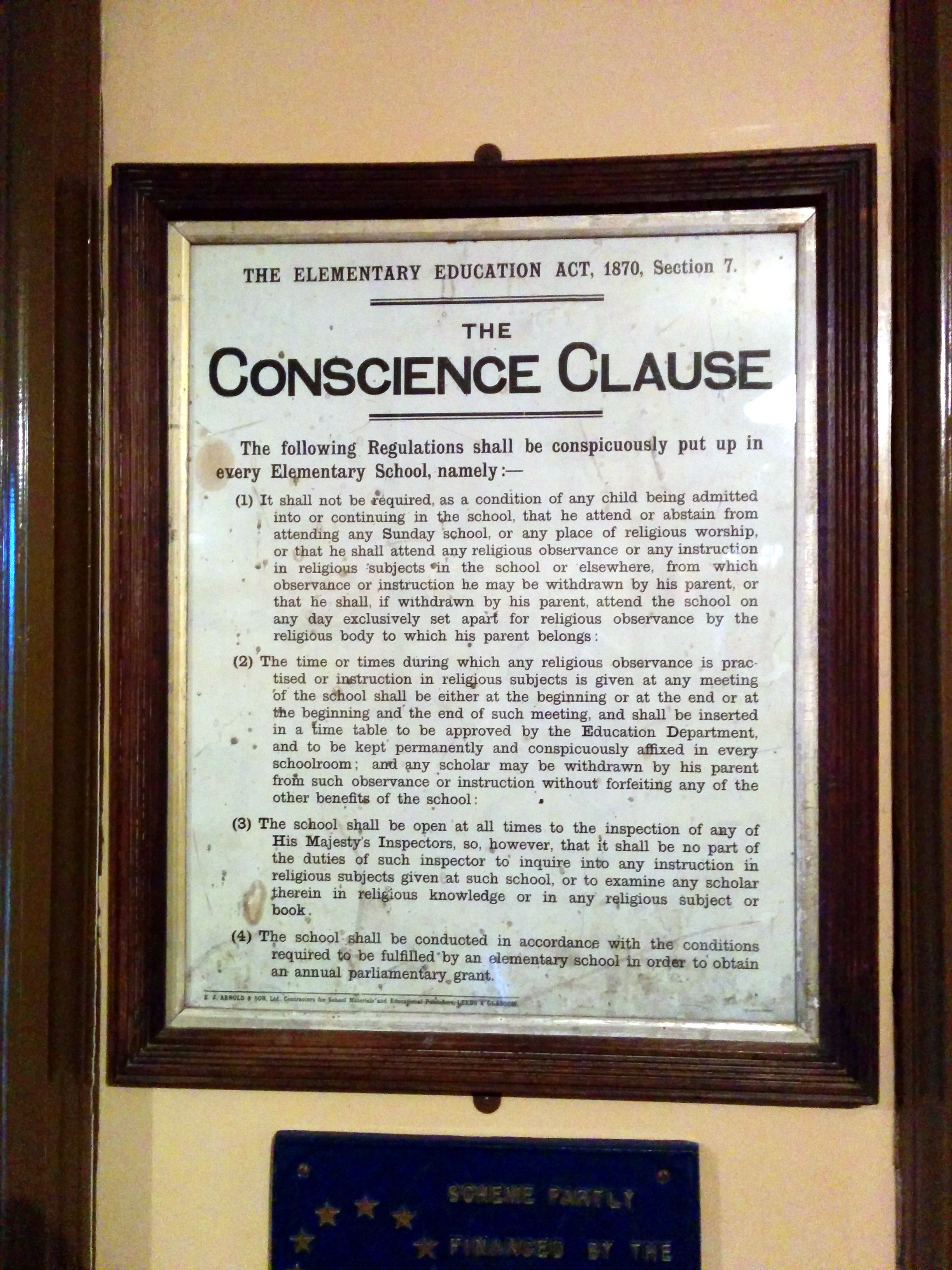
الصورة الظاهرة أعلاه، قانون التعليم الابتدائي 1870 القسم 7 في إنجلترا. يوضح تفاصيل بند الضمير أو شرط الضمير.

بند الضمير كان مصطلحًا مهمًا في التعليم في إنجلترا لفترات طويلة خلال القرن التاسع عشر. وفي هذا السياق، يشير إلى السماح لآباء أطفال المدارس بسحبهم من خدمات العبادة في كنيسة إنجلترا أو الأنشطة المدرسية الأخرى التي تخترق مبادئهم الدينية.